# Algemene verkiezingen in Cambodja (1955)

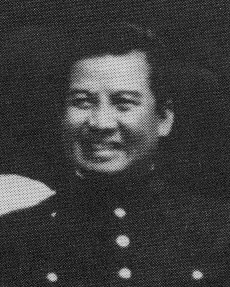
Prins Norodom Sihanouk van de Sangkum-partij werd na de verkiezingswinst (sept.), waarbij de partij alle zetels in het parlement won, premier (okt.).

De algemene verkiezingen in Cambodja van 1955 vonden op 20 september van dat jaar plaats. De verkiezingen werden gewonnen door de Sangkum-partij van prins Norodom Sihanouk, die alle 91 zetels in de Nationale Vergadering wist te veroveren. De overwinning van Sangkum betekende ook een einde aan de macht van de Parti démocrate (PD), die sinds 1945 de politiek van het land domineerde.
Koning Norodom Sihanouk van Cambodja, aan de macht sinds 1941, abdiceerde in maart 1955 ten gunste van zijn vader, Norodom Suramarit, die de kroon op zich nam. De werkelijke macht in het land kwam echter in handen te liggen van prins Sihanouk, wiens bewind in februari van dat jaar - hij was toen nog koning - met overweldigende meerderheid werd goedgekeurd door de bevolking. Sihanouk lag al geruime tijd overhoop met de Parti démocrate, omdat deze partij hem belemmerde in de uitvoering van zijn plannen. Na zijn terugtreden als koning richtte hij de Sangkum op, in het Frans de Communauté socialiste populaire (Nederlands: Socialistische Volksgemeenschap). Deze partij, volgens Sihanouk overigens een massabeweging, was bedoeld om te bevolking te groeperen rond de monarchie, de tradities en een vaag omschreven boeddhistisch socialisme. Bij de verkiezingen won zoals boven al werd opgemerkt Sankgkum alle 91 zetels in de Nationale Vergadering. De partijen die bij de voorgaande verkiezingen het politieke leven van het land domineerden, de progressieve Parti démocrate en de gematigde Parti libéral (PL), verdwenen uit het parlement. De laatste partij zou later opgaan in Sangkum. De rechts-nationalistische Parti de la Rénovation khmère van generaal Lon Nol, bij de vorige verkiezingen nog goed voor twee zetels, was bij de oprichting van Sangkum reeds in die partij opgegaan. De verkiezingen waren niet eerlijk verlopen en er was sprake van grootscheepse intimidatie van de kant van de regering om op Sangkum te stemmen. De PD en de Pracheachon-partij, een links-nationalistische en marxistische partij, hadden mogelijkerwijs bij eerlijk verlopen verkiezingen zetels gewonnen. (De PD was misschien wel de grootste gebleven.) De opkomst was niet bijzonder hoog en bleef steken rond de 65%.

## Uitslag
| Partij                    | Partij           | Zetels | %      |
| ------------------------- | ---------------- | ------ | ------ |
|                           | Sangkum          | 91     | 87,72  |
|                           | Parti démocrate  | 0      | 12,33  |
|                           | Pracheachon      | 0      | 3,87   |
|                           | Parti libéral    | 0      | 0,72   |
|                           | Overige partijen | 0      | 0,36   |
| Totaal                    | Totaal           | 91     | 100,00 |
|                           |                  |        |        |
| Opkomst                   | Opkomst          | 65,00  | 65,00  |
| Bron: Nohlen et al., W.P. |                  |        |        |

## Nasleep
Prins Norodom Sihanouk werd in oktober 1955 premier van Cambodja en consolideerde geleidelijk aan zijn machtspositie. Langzaam maar zeker veranderde het land in een de facto eenpartijstaat.